# Hydraena frenzeli
Hydraena frenzeli är en skalbaggsart som beskrevs av Skale och Manfred A. Jäch 2008. Hydraena frenzeli ingår i släktet Hydraena och familjen vattenbrynsbaggar. Inga underarter finns listade i Catalogue of Life.